# Lea Vidaković
Lea Vidaković (Subotica, 1983.) je likovna i filmska umjetnica iz zajednice Hrvata iz Vojvodine.

## Umjetnički rad
Autorica je instalacija, lutkarskog filma, performansa (Labuđa sestra u Knjižnicama Vladimira Nazora u Zagrebu), video instalacija (stop motion filmova), a u likovnom izričaju služi se tehnikama akvarela, kemijske olovke, čipke, tapeta. Kao autorica apstrahira sve suvišno i okreće se jednom motivu koji postaje samo oblikovnim sredstvom prenošenja njenih misli.

## Životopis
2003. je godina upisala zagrebačku Akademiju likovnih umjetnosti u Zagrebu. Studirala je grafički u klasi prof. Roberta Šimraka. 
2010. je diplomirala u Norveškoj na Volda University Collegeu na smjeru animacije.
Iste je godine bila direktorica festivala u Norveškoj Animation Volda zajedno s Ivanom Bošnjak.
Ivana Bošnjak je njena suradnica s kojom je radila animirani film Prekrižene haringe (Crossed sild) koji je prikazan na brojnim festivalima diljem svijeta. 
Dodatna likovna obrazovanja stekla je na nekoliko sveučilišta diljem Europe: na fakultetu likovnih umjetnosti u češkom Brnu, međunarodnoj akademiji u Salzburgu, na Sveučilištu u velškom Cardiffu te u belgijskom Gentu na Kraljevskoj akademiji umjetnosti.
Izlagala je na samostalnim i skupnim izložbama. Djela su joj bila izložena u Austriji, Češkoj, Hrvatskoj, Norveškoj i Srbiji. U Hrvatskoj je izlagala u Puli u Muzeju suvremene umjetnosti Istre, u Karlovcu u Galeriji "Vjekoslav Karas", u Zagrebu u Galeriji Studentskog centra (Splendid Isolation), i tako dalje. Skupno je izlagala u Zagrebu u Galeriji Matice hrvatske zajedno s Verom Đenge, Srđanom Milodanovićem i Goranom Kujundžićem (Paralelni procesi), u Varaždinu u Klubu Europa media u Hrvatskom narodnom kazalištu, u Požezi u Gradskom muzeju, u Šibeniku u Galeriji svetog Krševana i tako dalje. U Subotici je skupno izlagala u Modernoj galeriji Likovni susret te u još nekoliko gradova po Vojvodini, a u organizaciji Zavoda za kulturu vojvođanskih Hrvata.
Sudjelovala je na Međunarodnoj umjetničkoj koloniji Stipan Šabić koja se održala se na salašu Paje Đurasevića na Bunariću u organiziciji Hrvatske likovne udruge «Cro Art».
Filmovi su joj bili prikazani u Austriji, Francuskoj, Hrvatskoj (Opuzenski filmski festival, 20. Dani hrvatskog filma Japanu, Mađarskoj, Norveškoj, Poljskoj, Srbiji, Španjolskoj, Trinidadu i Tobagu i Ujedinjenom Kraljevstvu.
4. srpnja 2011. primljena je u članstvo Hrvatsko društvo likovnih umjetnika. Od 2013. je član SULUV-a (Savez udruge likovnih umetnika Vojvodine)
Dobila je nekoliko nagrada. Među njima se ističe nagrada dr Ferenc Bodrogvári, koju je dobila 2012. godine, na prijedlog Zavoda za kulturu vojvođanskih Hrvata.

## Vanjske poveznice
- Osobne stranice
- Film Prekrižene haringe
- Culturenet.hr Izložba Zdenka Bašića, Ivane Bošnjak i Lee Vidaković
- HAVC, The Vast Landscape - Porcelain stories
- ADM NTU, Singapore  Arhivirana inačica izvorne stranice od 10. prosinca 2015. (Wayback Machine)